# Żywność. Nauka. Technologia. Jakość
Czasopismo Naukowe ŻYWNOŚĆ. Nauka. Technologia. Jakość – jest kwartalnikiem wydawanym przez Wydawnictwo Naukowe Polskiego Towarzystwa Technologów Żywności. Jest to czasopismo adresowane do pracowników nauki, technologów i analityków żywności, pracowników przemysłu spożywczego, pracowników urzędowej kontroli żywności, a także menedżerów jakości branży spożywczej oraz studentów technologii żywności i kierunków pokrewnych. Kwartalnik ten jest opiniotwórczym pismem środowiska nauk o żywności w Polsce. 
Czasopismo, które zostało utworzone z inicjatywy prof. dr hab. Tadeusza Sikory, jest wydawane nieprzerwanie od 1994 roku i prof. Sikora był jego redaktorem naczelnym w latach 1994–2015. Jest ono jednym z podstawowych czasopism z zakresu nauki o żywności w Polsce, a jako czasopismo polskojęzyczne wniosło w okresie swojego istnienia ogromne zasługi w kształtowaniu języka polskiego w dyscyplinie technologia żywności i żywienia oraz w szeroko pojętej nauce o żywności.
W czasopiśmie publikowane są recenzowane oryginalne prace badawcze, zawierające niepublikowane wcześniej wyniki naukowe (około 80% prac) oraz prace przeglądowe – monograficzne, służące upowszechnieniu wiedzy z zakresu nauki o żywności. Dominujące liczebnie prace naukowe zawierają oryginalne wyniki badań i przedstawiają osiągnięcia niemal wszystkich uczelni i instytutów naukowych zajmujących się szeroko rozumianą problematyką żywności w Polsce. Na łamach czasopisma zamieszczane są artykuły naukowe dotyczące wszystkich branż przemysłu spożywczego, a także prace związane m.in. z żywieniem człowieka, dietetyką, analityką i kontrolą żywności, produkcją surowców i wykorzystaniem produktów ubocznych i odpadów przemysłu spożywczego. Prowadzone są również stałe działy obejmujące: problematykę żywnościową w ustawodawstwie krajowym i unijnym, nowe książki, biuletyn informacyjny dla czytelników oraz członków Polskiego Towarzystwa Technologów Żywności, w tym m.in. kalendarz ważniejszych międzynarodowych i ogólnopolskich konferencji i kongresów naukowych, a także dział twórcy polskiej nauki o żywności, którego celem jest utrwalenie pamięci o wybitnych uczonych, którzy tworzyli zręby dzisiejszej nauki o żywności.

## Cel
Celem kwartalnika jest propagowanie i upowszechnianie osiągnięć nauki o żywności i żywieniu poprzez publikowanie oryginalnych prac badawczych oraz syntetycznych prac przeglądowych polskich naukowców. Cel ten jest realizowany przez udział w platformie otwartej nauki i zapewnianie pełnego i bezpłatnego dostępu do artykułów publikowanych w czasopiśmie za pośrednictwem sieci Internet na stronie czasopisma: https://wydawnictwo.pttz.org/. Strona internetowa czasopisma funkcjonuje również w języku angielskim pod adresem: https://journal.pttz.org. Do upowszechnia czasopisma przyczynia się jego referowanie przez bazy: AGRO, BazEkon, Chemical Abstracts Service, Index Copernicus, International Food Information Service, Google Scholar, ResearchGate, Polską Bibliografię Naukową, Scopus oraz CrossRef (DOI (identyfikator cyfrowy)). W latach 2011–2014 czasopismo było również indeksowane przez Thomson Reuters z pięcioletnim wskaźnikiem Impact Factor 0,295. Czasopismo nieprzerwanie znajduje się w wykazie czasopism punktowanych MNiSW/MEiN.